# 法萊梅河
法萊梅河（法語：La Falémé）是西非的河流，發源自幾內亞北部，往東北方向流往馬里，成為幾內亞和塞內加爾接壤邊境的小部分，然後轉北作為馬里和塞內加爾的邊境，最後注入塞內加爾河。法萊梅河的源頭附近有鐵礦。